# Jardines de Salagon
El Jardines de Salagon ( en francés: Jardins de Salagon o también conocido como Prieuré Notre-Dame de Salagon) es un Parque, museo etnobotánico, y jardín botánico de unas 6 hectáreas de extensión, de propiedad departamental, en Mane, Francia.
El edificio está en parte clasificado, en parte inscrito con el título de « Monuments Historiques». Está inventariado en la base Mérimée, base de bienes arquitectónicos del patrimonio francés del ministerio de la Cultura, bajo la referencia PA00080418.
Los jardines rodean los edificios del priorato de Salagon del siglo XII y están clasificados por el Ministerio de Cultura de Francia como Jardin Remarquable.

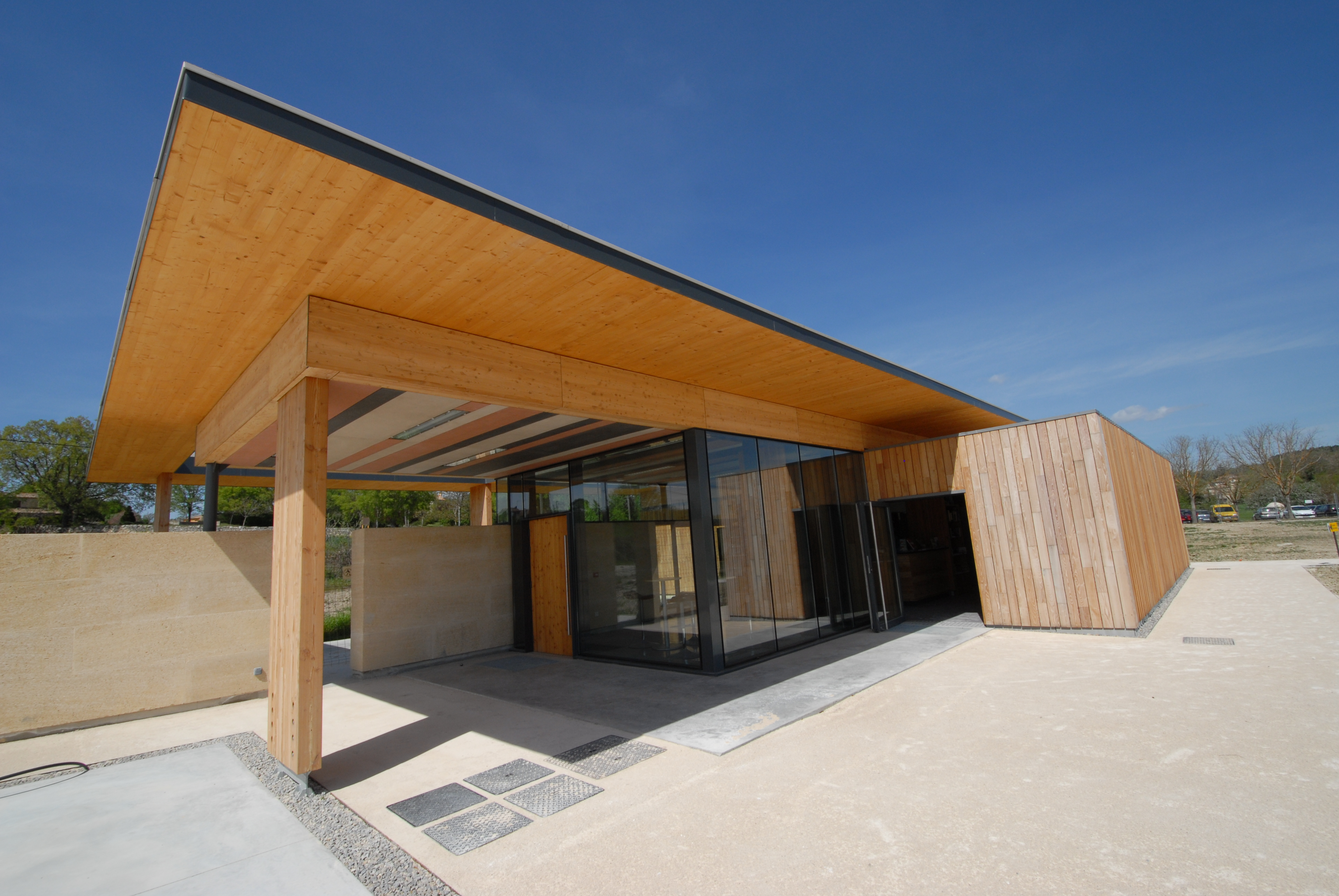
Punto de recepción del museo de Salagon.

## Localización
Los jardines se encuentran a una altitud de quinientos metros, entre el río Durance y la montaña Lure, en la cuenca del Forcalquier.
Prieuré Notre-Dame de Salagon Mane, Département de Alpes-de-Haute-Provence, France-Francia.
Planos y vistas satelitales, 43°56′21″N 5°46′6″E / 43.93917, 5.76833
Es visitable en los meses cálidos del año.

## Historia
Las excavaciones demuestran que el sitio del jardín se ha ocupado desde épocas Galo-Romanas. A finales del siglo X el dominio perteneció a la abadía benedictina del Saint-André de Villeneuve-lès-Avignon.
Fue construido un priorato en el siglo XI. Varios edificios del viejo priorato permanecen aún; la iglesia, con un coro del siglo XI y dos naves del siglo XII; los logis (de los siglos XIII y XV) y edificios agrícolas (de los siglos XVI al XIX).
En el siglo XVIII el priorato estuvo ligado al convento de los hermanos Mínimos de Mane. Durante la Revolución Francesa la finca fue nacionalizada.
En el siglo XIX los edificios fueron utilizados para la agricultura.
En 1981, fueron comprados por la comuna y restaurados.
Desde 1981 los edificios contienen el museo de la herencia etnográfica de la Alta Provenza, con más de 15000 objetos etnográficos.
Desde el año 2000, el museo de Salagon está considerado como un museo departamental gestionado por el "Conseil général des Alpes-de-Haute-Provence".

## Colecciones botánicas
En este jardín botánico comprende siete secciones distintas, así:
- Jardín medieval, una versión moderna de un jardín medieval tradicional, con cuatrocientas plantas diferentes que se utilizaban en la Edad Media;[7]
- Jardín de los simples y de las plantas villageoises; en el que encontramos plantas de uso tradicional doméstico en los días presentes, ornamentales, medicinales y plantas aromáticas de la Haute-Provence;.[8]
- Jardín de los sentidos; originalmente creado con la intención de reunir las plantas que tradicionalmente se usan en la Alta Provenza para crear los perfumes; actualmente reúne una amplia muestra de diferentes variedades de Salvia, Artemisia, plantas Umbelíferas y otras plantas aromáticas procedentes de todo el mundo.[9]
- Jardín de los tiempos modernos. Una colección de plantas usadas por la industria, como alimentos y ornamentales, procedentes de todo el mundo.[10]
- Jardín de la noria el jardín de la noria está concebido como un espacio de reposo inspirado en el ambiente de los jardines cortesanos. Alberga una antigua "noria" y un pozo que actualmente se utiliza para el riego. En este jardín preponderan las plantas ornamentales de flor.[11]
- Jardín del roble blanco. El jardín está dedicado a las variedades locales del roble blanco que crecen en las colinas y montañas bajas de la Alta Provenza.[12]
- Colección de sauces, en los jardines hay una rara colección de sauces (salicetum) del sur de la Francia. Aquí podemos admirar diferentes especies.[13]

Algunos detalles del museo y edificio de los "Jardines de Salagon".

Edificio
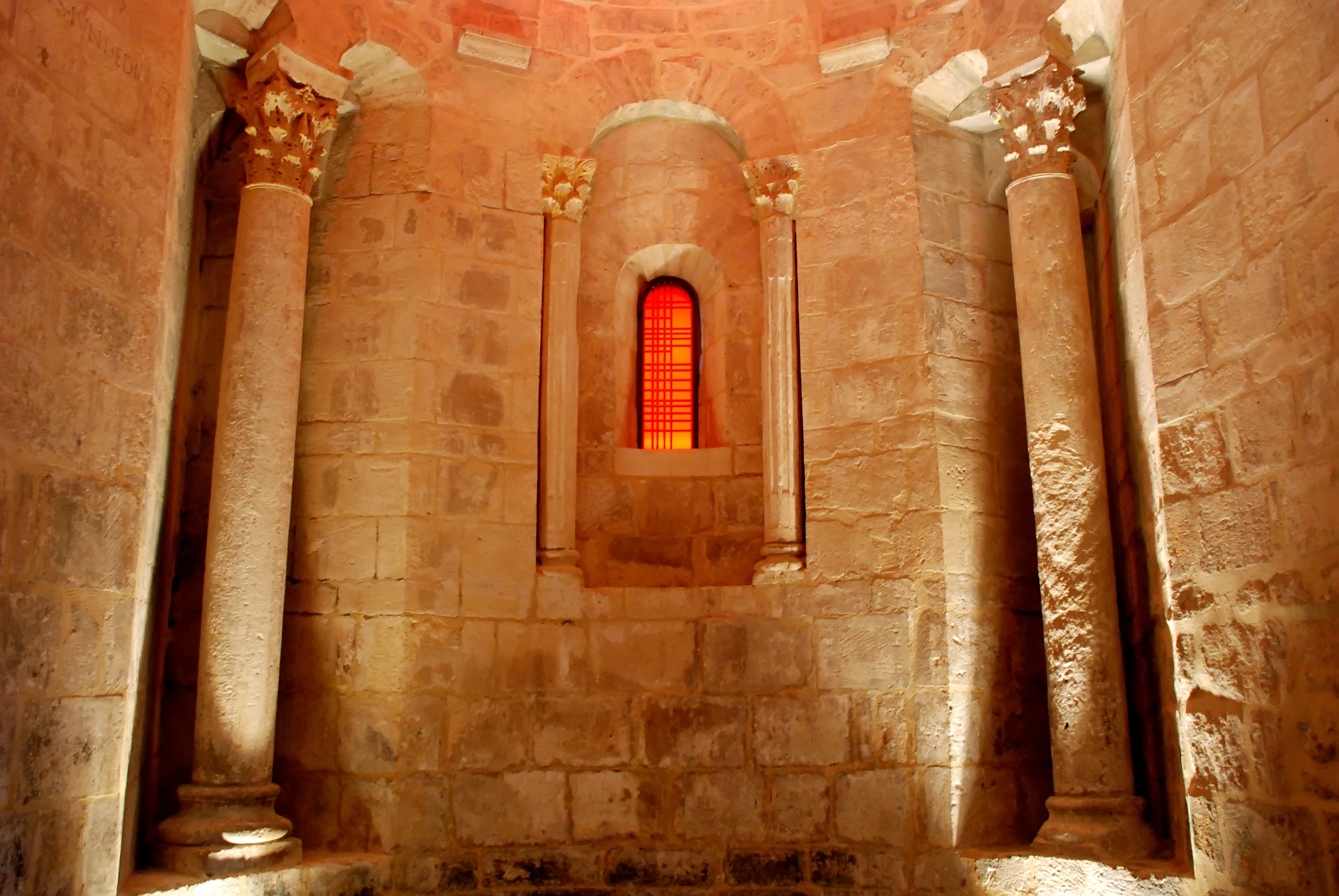
Coro de la iglesia.
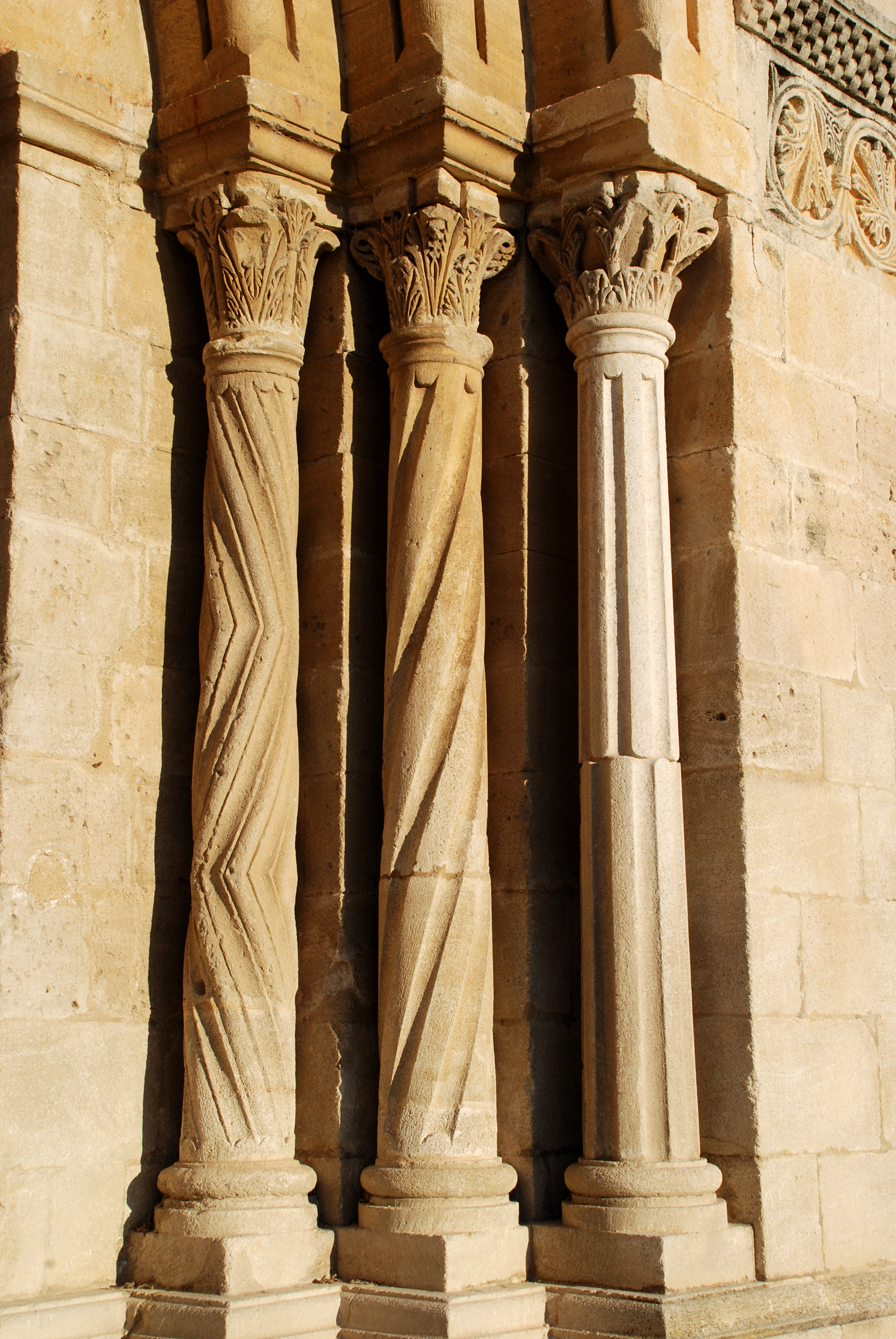
Columnas.
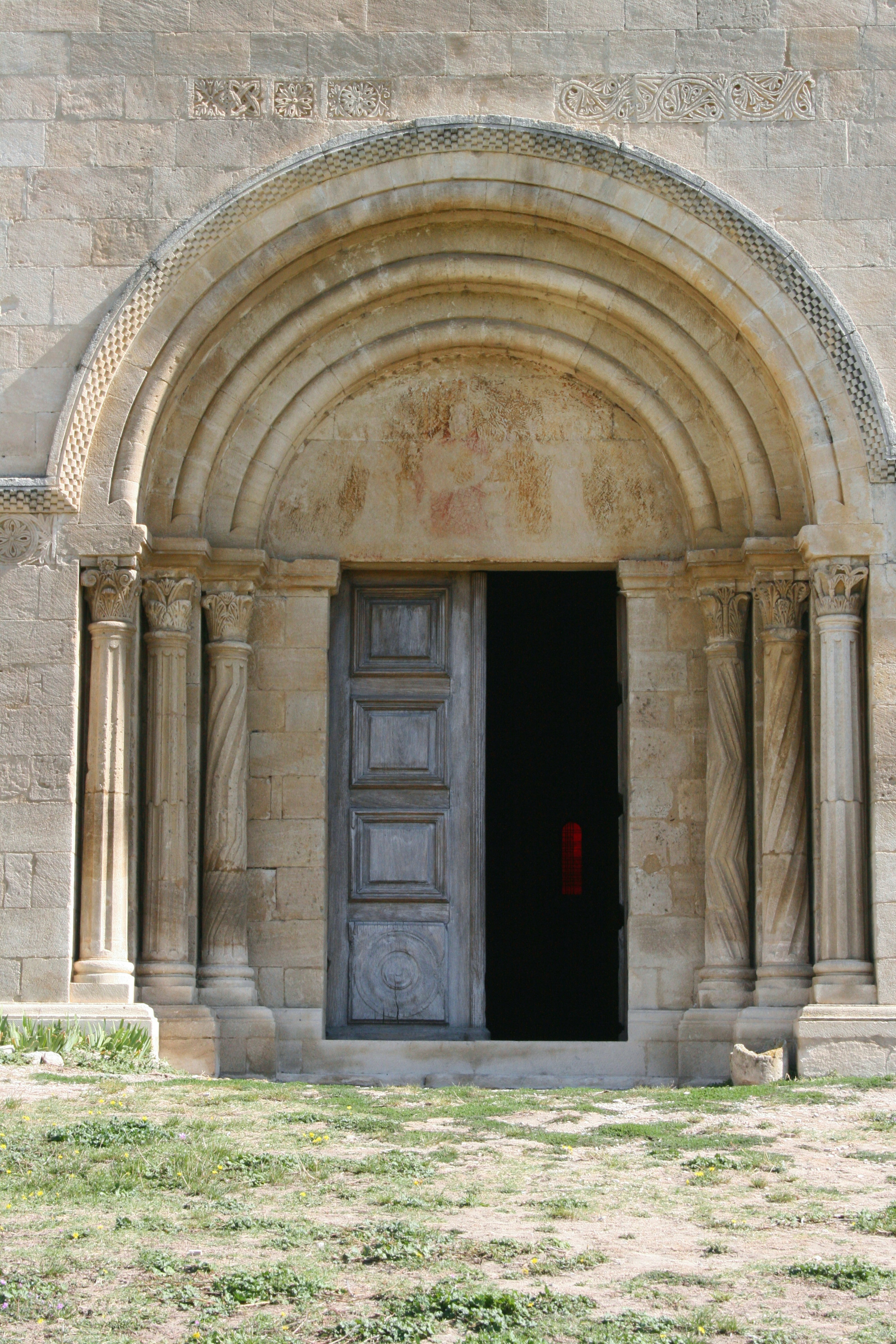
Portada de Salagon.
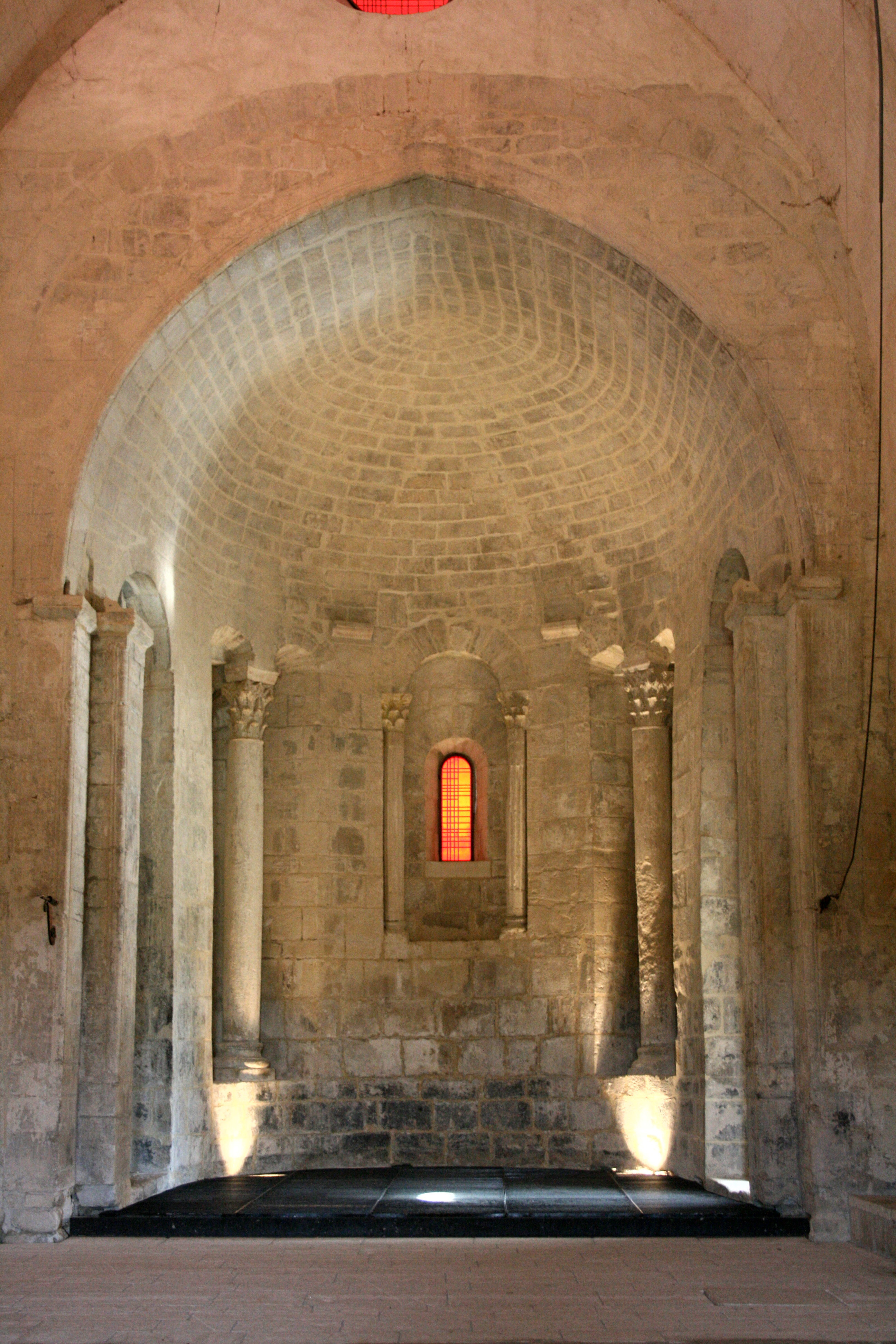
Ábside.
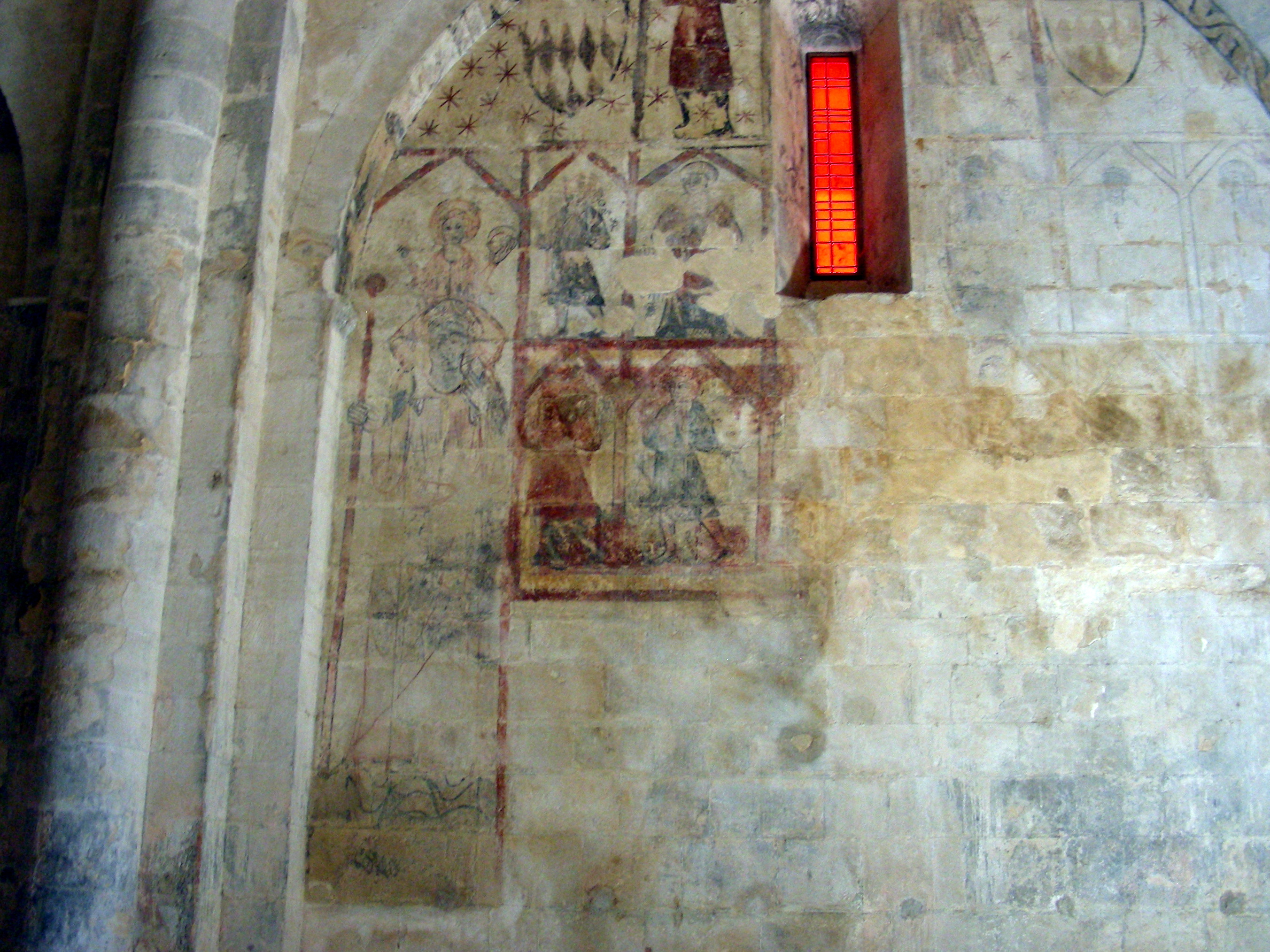
Frescos de la iglesia.

Detalles
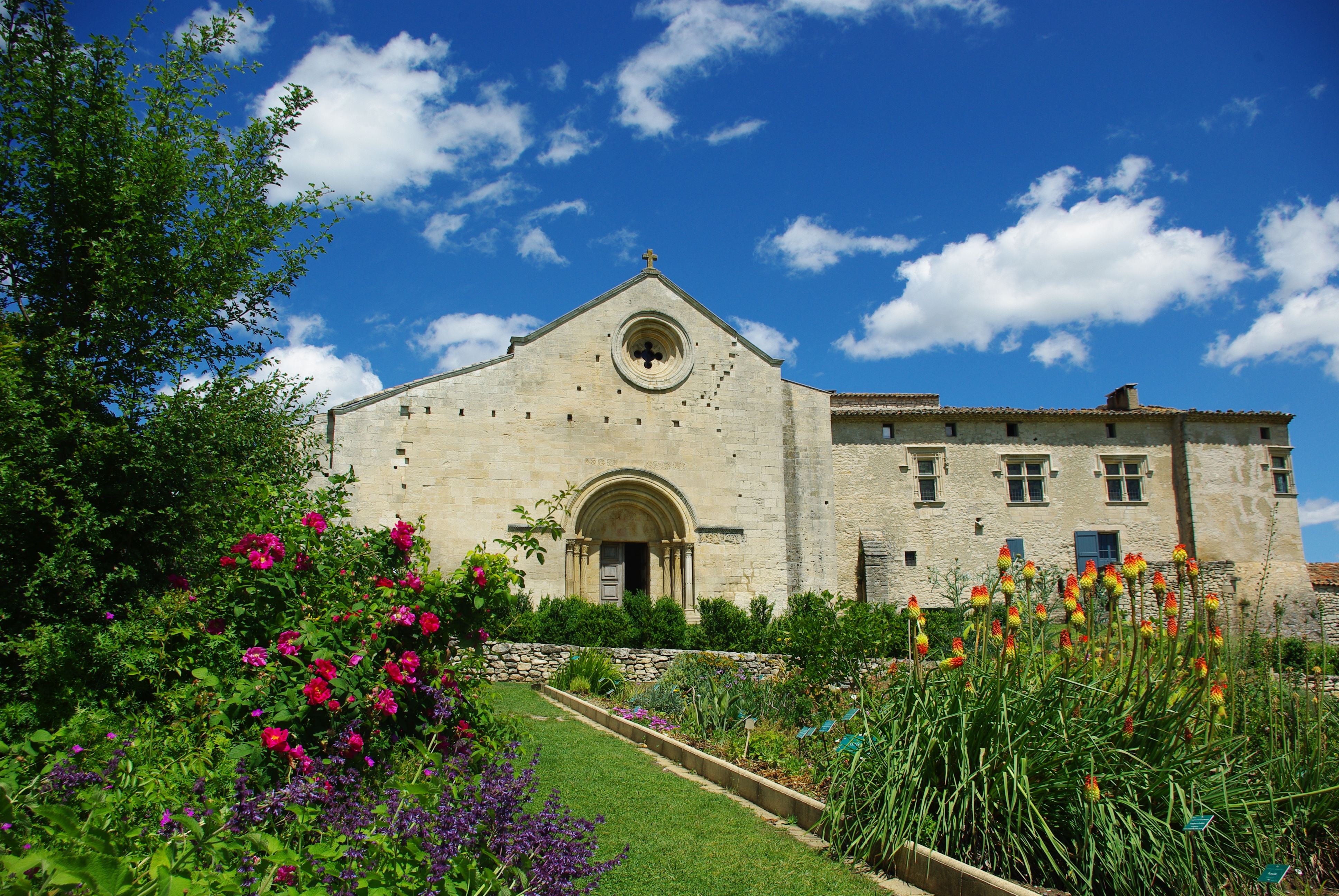
Salagon, museo y jardines
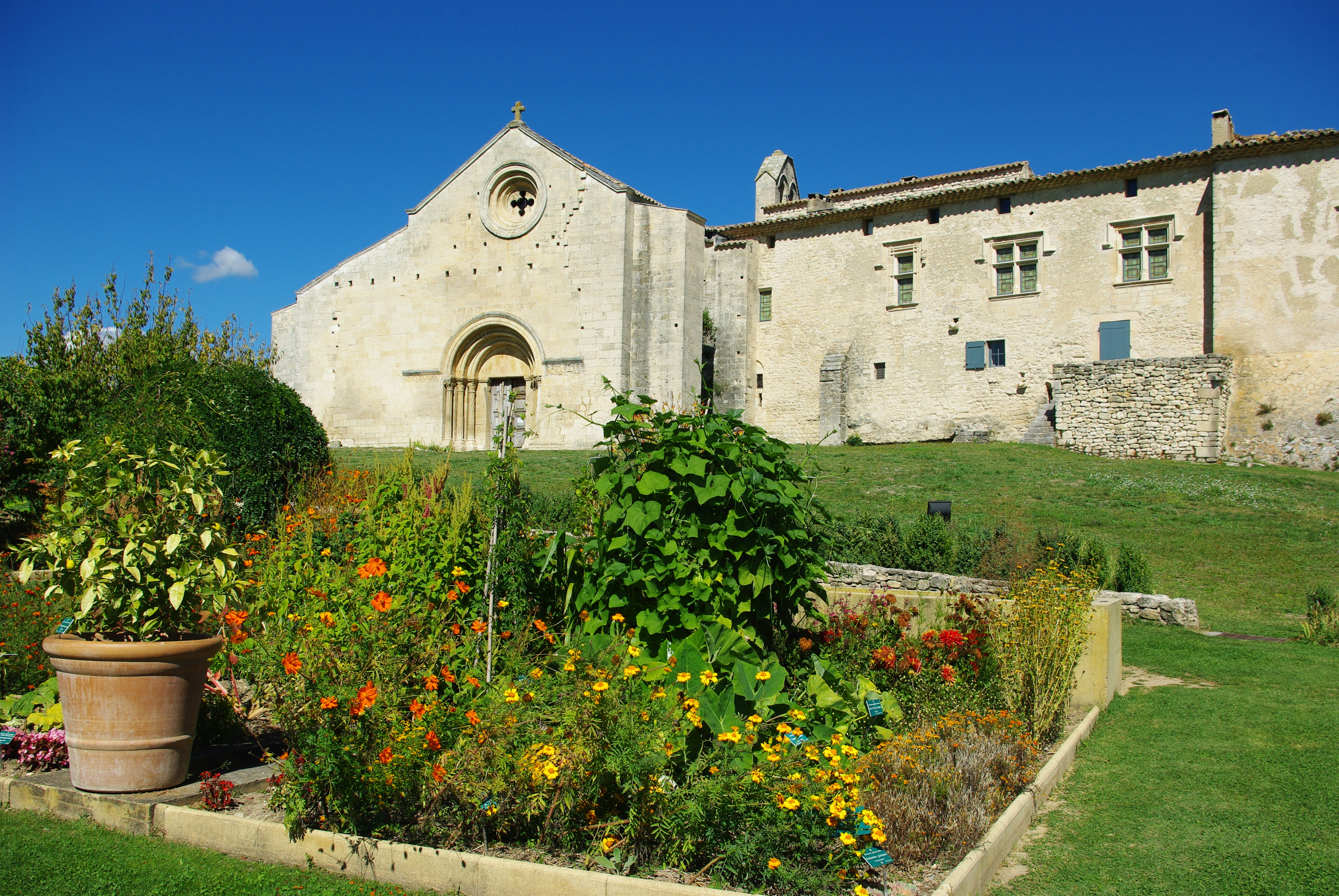
"Le jardin des Temps modernes", la era de las grandes migraciones vegetales
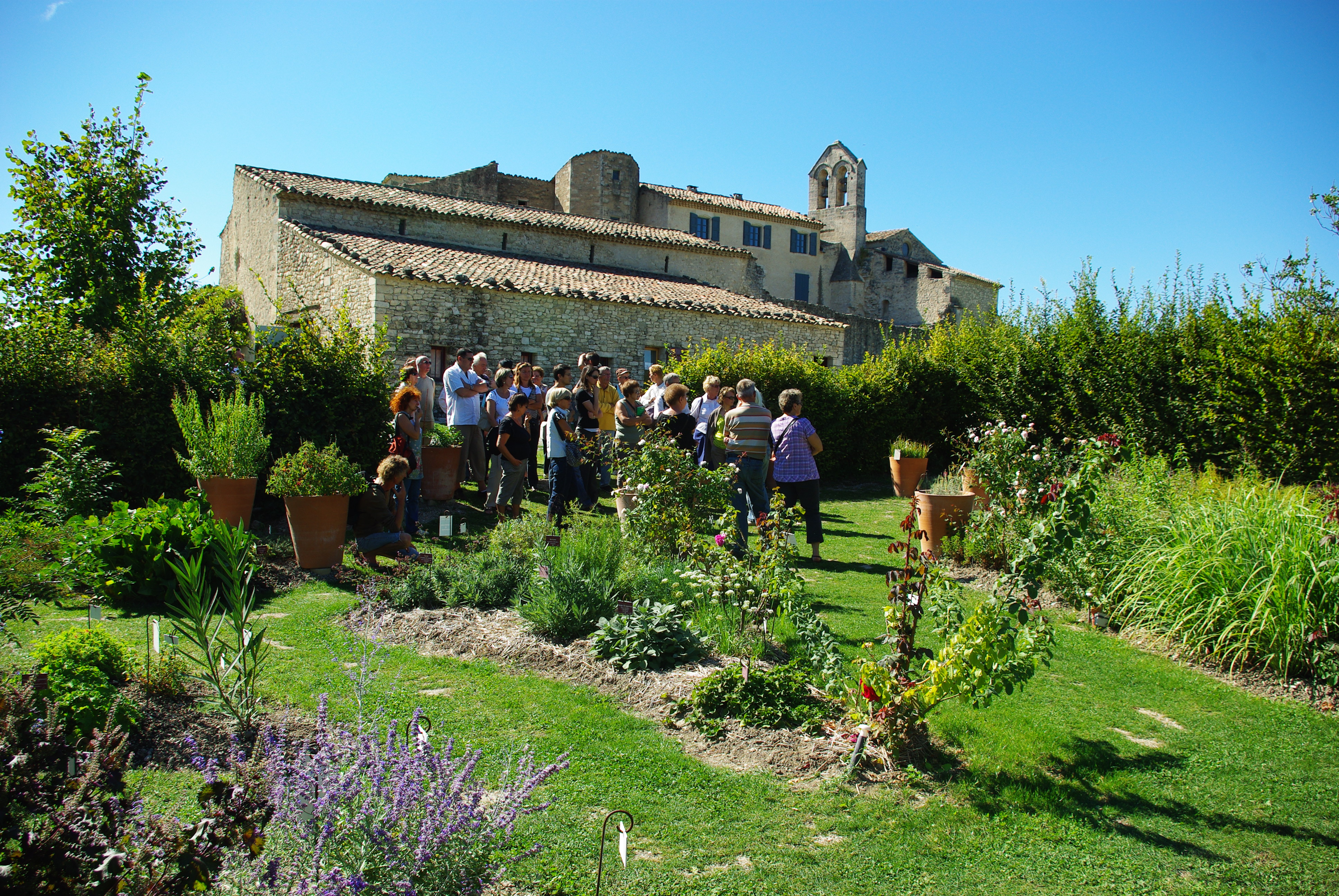
"Jardin des senteurs", espacio botánico de disfrute
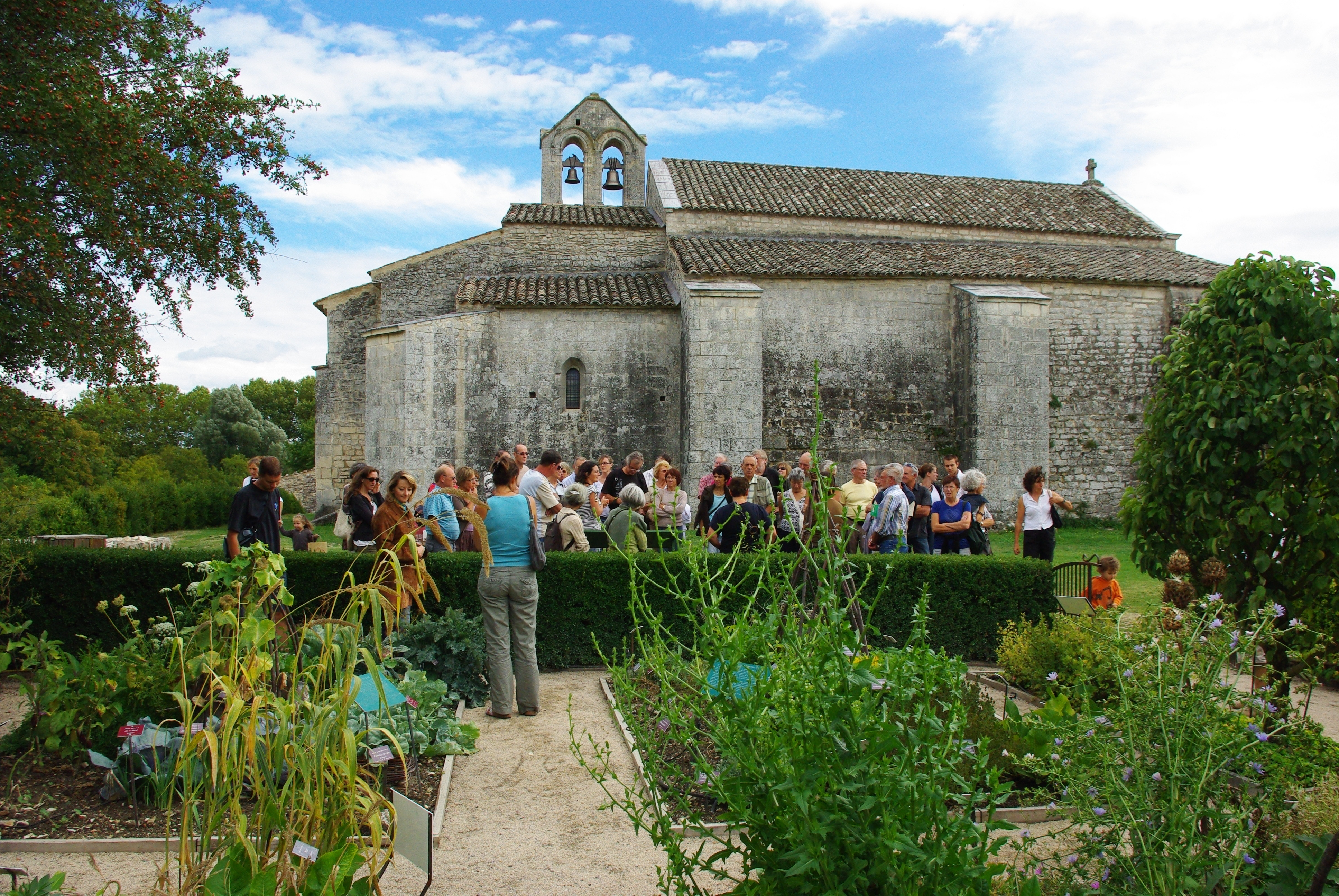
"Le jardin médiéval de Salagon", memoria de las antiguas alianzas
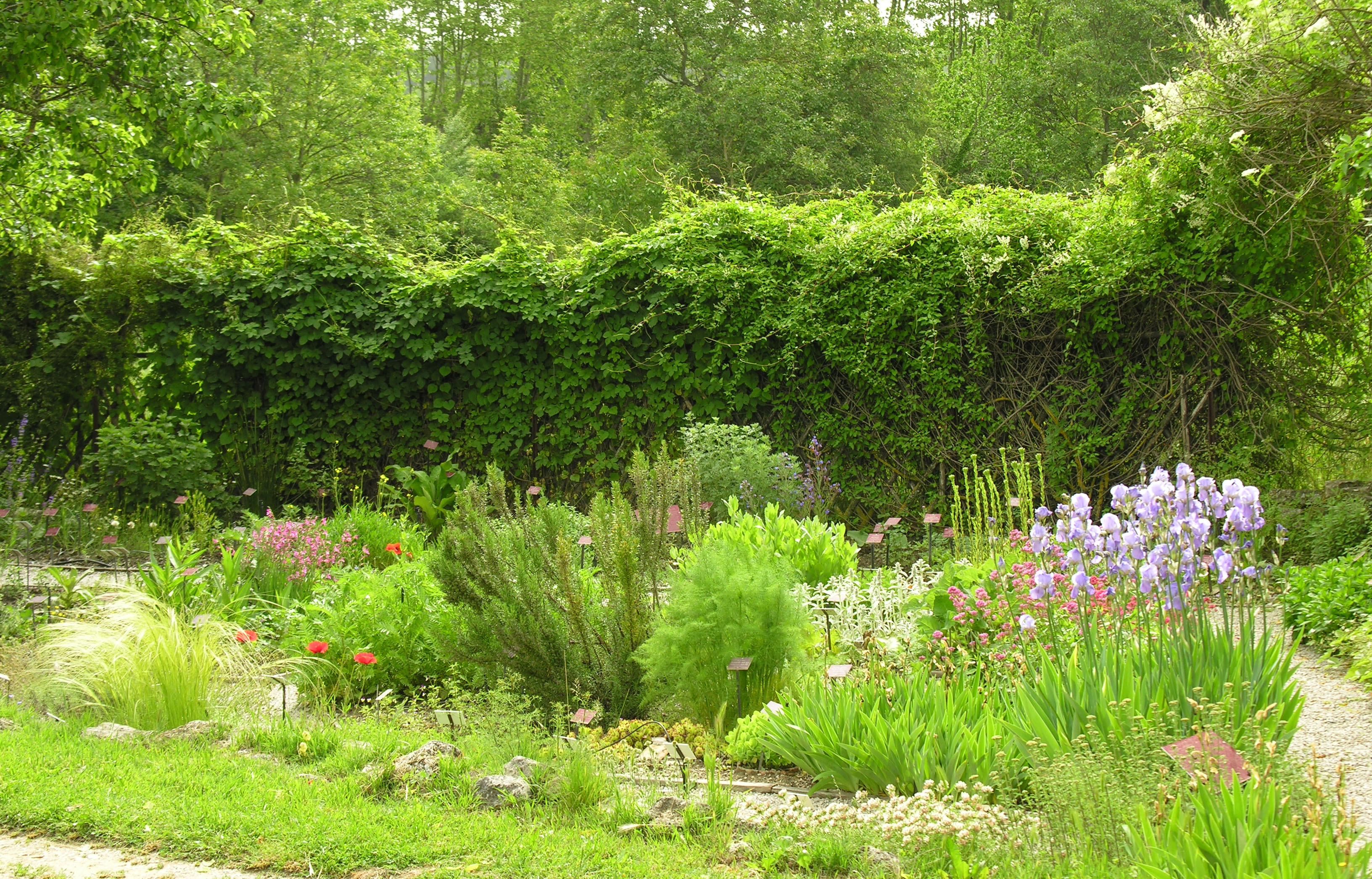
"Jardin des simples et des plantes villageoises"
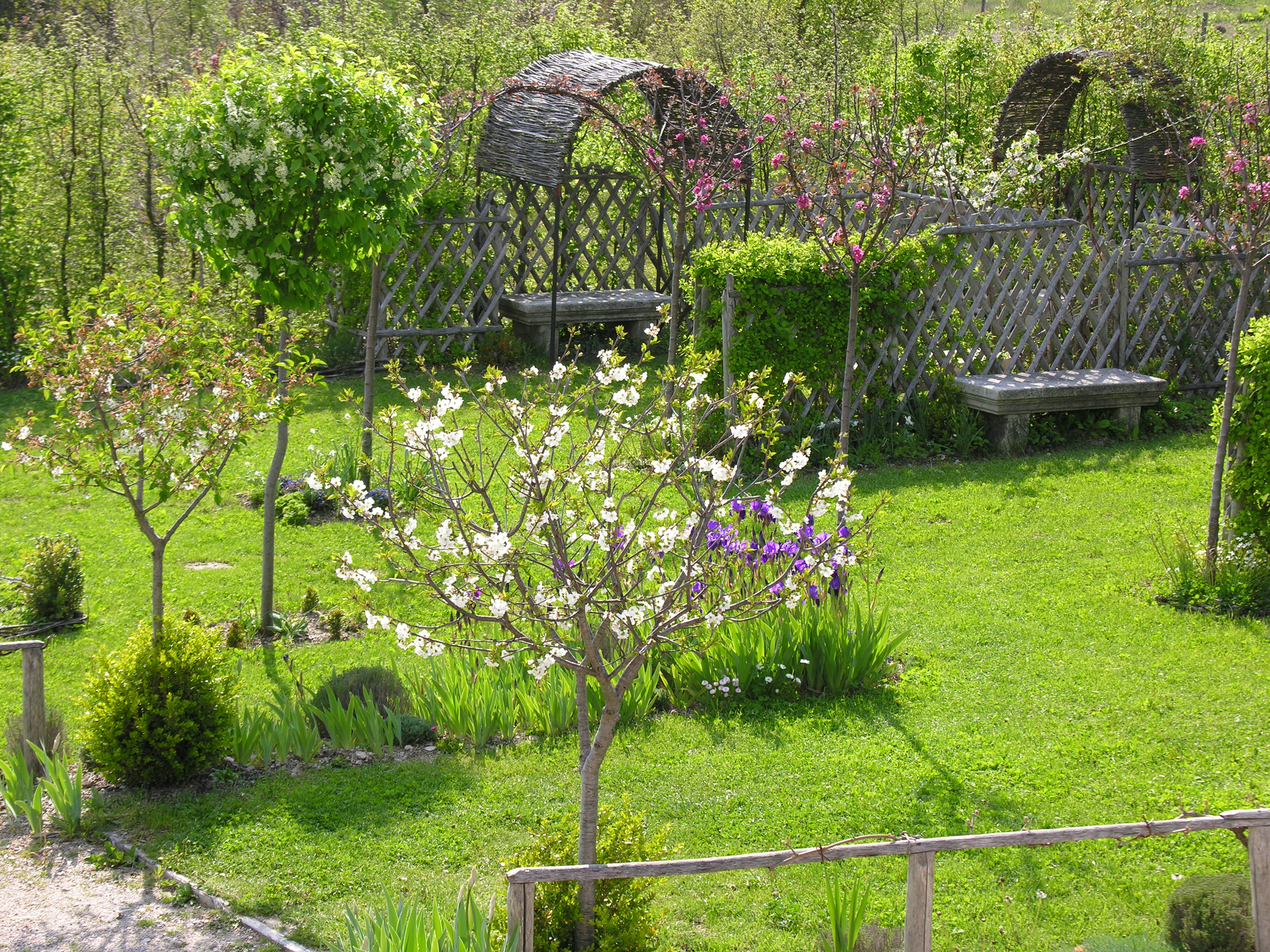
"Jardin de la noria"